# Анисимов, Алексей Михайлович
Алексе́й Миха́йлович Ани́симов (1903, село Дубки Одоевского уезда Тульской губернии, Российская империя — 12.1975, Москва) — советский партийный деятель. Член РКП(б) с 1920 года, второй секретарь Дальневосточного краевого комитета ВКП(б) в 1937 — 1938 годах. Входил в состав особой «тройки» УНКВД Дальневосточного края. Репрессирован, реабилитирован.

## Биография

### Детство
Алексей Анисимов родился в 1903 году в селе Дубки Одоевского уезда Тульской губернии в семье крестьянина-середняка. Окончил три класса сельской школы(1912), с мая 1915 по декабрь 1917 мальчик-приказчик частной фирмы в Москве, с 1916 года (с 13 лет) учился меховому делу на одном из частных предприятий Москвы. Однако после революционных событий 1917 года ему пришлось бросить обучение и покинуть город. В конце 1917 года Анисимов вернулся в родную деревню. Его отец умер, и Алексей, в 15 лет, как старший сын, взял на себя заботу о пятерых малолетних братьях и сёстрах. В декабре 1917 — октябре 1920 работал в Дубках (с декабря 1917 по декабрь 1918 год крестьянин в своем хозяйстве). В 1919 году, когда Анисимову было всего 16 лет, сельский сход избрал его секретарём сельсовета.

### Комсомольская работа
В 1920 году Анисимов вступил в комсомол, а 1 декабря того же года был принят в Российскую коммунистическую партию (большевиков). В октябре 1920 — июне 1923 года работал в г. Одоев Тульской губ. В январе 1921 года он был избран делегатом 1-й Одоевской уездной конференции РКСМ, а на ней членом уездного комитета комсомола. Активно участвовал в создании комсомольских ячеек в сёлах, на предприятиях, в учреждениях и в учебных заведениях уезда. С октября 1920 по апрель 1922 года заместитель секретаря Одоевского укома РКСМ, секретарь укома комсомола, секретарь укома комсомола по партийной чистке. В официальной биографии отмечалось, что Анисимов принимал «самое активное участие в разоблачении и изгнании из рядов партии всех разложившихся, карьеристских и враждебных элементов».

### Партийная карьера
В июне 1923 года двадцатилетний Анисимов был направлен на партийную работу и стал заместителем секретаря уездного комитета партии и заведующим организационным отделом укома РКП(б). В следующем, 1924 году, в связи с ликвидацией уездных центров он был командирован в районы, в 1924 — 1925 годах был секретарём Дубенского, а в 1926 году — Рудневского райкомов ВКП(б) в бывшей Тульской губернии. В 1927 году был переведён инструктором в Тульский губернский комитет ВКП(б), и в итоге стал заведующим орграспредотделом Тульского окружкома партии. 30 июля 1930 года Тульский округ был ликвидирован, и Анисимов был направлен в крупный сельскохозяйственный Воловский район в качестве секретаря райкома ВКП(б). Там, как следует из его официальной биографии, он исправлял «ошибки коллективизации», заключавшиеся в том, что в 1929 году в этом районе (известном в Гражданскую войну вооружёнными выступлениями против власти большевиков), на 130 селений было создано всего три колхоза, но при этом местное начальство отрапортовало о «сплошной коллективизации». После того, как в течение трёх лет Анисимов проводил коллективизацию в Воловском районе, «под его руководством (как сообщает его официальная биография) район становится одним из передовых в Московской области по урожайности, по материальной обеспеченности и по выполнению колхозами своих обязательств перед государством». Анисимов был замечен и в 1933 году взят на партийную работу в Москву. Здесь он занял должность заместителя заведующего сельскохозяйственным отделом Московского комитета ВКП(б), где работал под руководством будущего первого секретаря Дальневосточного крайкома партии Г. М. Стацевича, бывшего тогда заведующим сельхозотделом. После двух лет работы Анисимов в 1935 году был направлен в Тулу секретарём горкома ВКП(б), а в конце 1936 года снова был вызван в Москву и утверждён слушателем Высшей школы партийных организаторов при ЦК ВКП(б). С мая по октябрь 1937 года он был назначен инструктором аппарата ЦК ВКП(б), а затем — заместителем заведующего Отдела руководящих партийных органов ЦК ВКП(б) Г. М. Маленкова.

### В Дальневосточном крае

#### Второй секретарь Далькрайкома
В ноябре 1937 года Анисимов решением ЦК ВКП(б) был направлен из Москвы в Дальневосточный край, где после массовых арестов и смещения первого секретаря Далькрайкома И. М. Варейкиса ощущалась нехватка партийных кадров. 25 ноября 1937 года на пленуме крайкома ВКП(б) Анисимов был избран вторым секретарём Дальневосточного краевого комитета ВКП(б) при первом секретаре Г. М. Стацевиче. Его первое большое выступление в качестве второго секретаря состоялось только через месяц, в двадцатых числах декабря, когда Анисимов принял участие в краевом совещании стахановцев и ударников строительства тяжёлой промышленности края. Он говорил о «последствиях вредительства», требовал повысить бдительность, критиковал отставание жилищного строительства, бесхозяйственное расходование средств, отсутствие механизации и плохое партийное руководство в отрасти.
На посту Анисимов проявлял большую активность, часто выступал, в начале 1938 года продолжительное время замещал Стацевича во время его поездки в Москву на первую сессию Верховного Совета СССР. Этот период отмечен вхождением в состав особой «тройки» УНКВД по ДВк, созданной по приказу НКВД СССР от 30.07.1937 № 00447 (решение Политбюро ЦК ВКП(б) от 11 ноября 1937 года о включении Анисимова в состав краевой «3»), и активным участием в сталинских репрессиях.

#### Кампания по партийной реабилитации
После того, как состоявшийся в середине января 1938 года закрытый пленум ЦК ВКП(б) принял Постановление «Об ошибках парторганизаций при исключении коммунистов из партии, о формально-бюрократическом отношении к апелляциям исключённых из ВКП(б) и о мерах по устранению этих недостатков», на А. М. Анисимова легла ответственность за проведение первой в Дальневосточном крае кампании по партийной реабилитации.
Уже 26 января краевая газета «Тихоокеанская звезда» опубликовала постановление бюро крайкома за подписью Анисимова с решением опубликовать обзор газеты «Правда» по материалам «Тихоокеанской звезды», перестроить работу редакции, отделов крайкома и крайисполкома на основе решений январского пленума. 31 января «Тихоокеанская звезда» опубликовала целую серию статей по реабилитации, в эти же дни партийные собрания по реабилитации прошли в Сучане, Владивостоке, Биробиджане, Николаевске-на-Амуре. Особую роль в этой кампании сыграла опубликованная в газете «Правда» статья Ф.Виноградова «Карьера Утропова» о секретаре парткома хабаровского завода им. В.Молотова Утропове, который, фабрикуя обвинения против своих товарищей, присваивал деньги и сделал карьеру до секретаря райкома.
На следующий день после публикации статьи в местной печати, вечером 3 февраля 1938 года, Анисимов собрал в клубе НКВД в Хабаровске краевой партактив, на который прибыло более 1000 человек, и выступил на нём с докладом о решениях январского пленума и задачах Дальневосточной парторганизации. В тот же день Далькрайком принял постановление по делу Утропова, исключил его из партии, восстановил в партии исключённых им коммунистов и обязал Анисимова доложить об этом на собрании партактива завода им. В.Молотова.
На продолжавшемся несколько дней партактиве Анисимов заявлял:
«Надо со всей большевистской прямотой сказать, что вскрытые в постановлении ЦК ошибки парторганизаций целиком и полностью относятся и к нам, большевикам Дальнего Востока, и я бы сказал, прежде всего краевому комитету партии». «Наши ошибки давали возможность отличится и выдвинуться «коммунистам»-карьеристам за счёт массовых и необоснованных исключений честных коммунистов».
 Он сообщил что Далькрайком ВКП(б) принял организационные меры по рассмотрению апелляций исключённых из партии, а Партколлегия при ЦК ВКП(б) утвердила для Дальневосточного края Центральную тройку. При этом Анисомов подчёркивал: 
«Ошибочно думать, что работу по разорению вражеских гнёзд мы уже закончили. Нет. Безусловно нет». «Большевистская бдительность всегда основывается на глубоком и повседневном изучении человека, на внимании к людям. Подлинная большевистская бдительность никогда не расходится с чуткостью и заботой о человеке.
8 февраля 1938 года «Тихоокеанская звезда» опубликовала «Решение собрания краевого партийного актива по докладу секретаря Далькрайкома тов. Анисимова о решениях январского пленума ЦК ВКП(б) и о задачах парторганизации края», которое предусматривало ликвидацию прежней практики исключений и задержки апелляций, немедленную выдачу документов восстановленным и предоставление им работы не позднее 15 февраля. Актив отметил, что за последние 2 месяца по краю в ВКП(б) был принят всего 241 человек и обязал парторганизации расширить приём в партию.
Однако масштабы партийной реабилитации на краевом уровне не были значительными — к середине марта 1938 года Бюро крайкома рассмотрело 56 апелляций и восстановило в партии 42 человека. После возвращения в край Г. М. Стацевича и Третьего Московского процесса кампания была свёрнута, а репрессии возобновлены.

#### Весна 1938 года. Избрание в Верховный Совет РСФСР
В качестве секретаря крайкома Анисимов входил в состав особой «тройки» УНКВД по ДВк. В конце марта 1938 года только на двух заседаниях «тройки» под председательством начальника Управления НКВД по ДВК Г. С. Люшкова при участии Анисимова и прокурора края Хитрово было вынесено несколько сотен смертных приговоров.
20 мая было сообщено, что А. М. Анисимов был выдвинут кандидатом в депутаты Верховного Совета РСФСР предвыборным собранием Лесозавода № 19 Иманского леспромхоза по предложению помощника кочегара Чеботарёва. Вместе с ним собрание выдвинуло кандидатами И. В. Сталина и наркома внутренних дел Н. И. Ежова.
В разгар своей предвыборной кампании Анисимов вместе с уполномоченным Комиссии партконтроля ЦК ВКП(б) Раздобреевым выехал в Благовещенск на IV Амурскую областную партийную конференцию, которая открылась 26 мая. На её закрытии 31 мая Анисимов был избран делегатом на краевую партийную конференцию. В тот же день в Хабаровске партийная конференция Железнодорожного района избрала Анисимова делегатом на городскую партийную конференцию.
Тем временем 29 мая было опубликовано Постановление окружной избирательной комиссии за подписью её председателя И.Божко, согласно которому Анисимов был выдвинут кандидатом от предвыборных собраний лесозавода № 19, рисозавода, Ракитинской МТС, колхозников колхозов «Вакский партизан», «Червона Украина», машиносенокосных станций, Иманского горпо и др. общим числом 3 407 участников и зарегистрирован кандидатом в депутаты по Калининскому избирательному округу № 127.
2 июня 1938 года вернувшийся в Хабаровск Анисимов выступил на срочно созванном пленуме Хабаровского городского Совета и сообщил, что председатель горсовета Тихон Удодов «разоблачён как враг народа, исключён из партии и арестован органами НКВД», а его заместитель Андреев «не внушает политического доверия». Он подверг горсовет резкой критике и потребовал «ликвидации вредительства» в городском хозяйстве.
Вечером 4 июня он участвовал в открытии III Хабаровской областной партконференции, а
8 июня выступил на ней с большой речью.
После бегства 13 июня 1938 года в Маньчжурию начальника Управления НКВД по ДВК Г. С. Люшкова, партийное руководство Дальневосточного края было отстранено от своих обязанностей, но Анисимов некоторое время ещё оставался на посту. В тот же день он выступил на вечернем заседании VII Хабаровской городской партконференции. 19 июня 1938 года на пленуме Хабаровского городского комитета ВКП(б) Анисимова избрали в состав президиума горкома.
21 июня «Тихоокеанская звезда» опубликовала фотогалерею кандидатов в депутаты с фотографией Анисимова, а 22 июня — скромную статью, которая сообщала, что собрание избирателей в Лесозаводске решило за него голосовать. 26 июня 1938 года Анисимов был избран депутатом Верховного совета РСФСР от Калининского избирательного округа ДВК, после чего упоминания о нём в прессе прекратились.

### Конец пути
30 июля (по др. данным 30 июня) 1938 года Анисимов был арестован органами НКВД и в связи с этим исключён из партии. Его обвинили в преступлениях, предусмотренных ст.ст. 58 п.п. 1-а, 7, 8, 11 УК РСФСР. Согласно материалам следственного дела № 11345, Анисимов в 1934 году был завербован Г. М. Стацевичем «в состав право-троцкистской организации», а в 1937 году в Дальневосточном крае вновь восстановил с ним «связь по контрреволюционной работе». В деле говорилось, что Анисимов «как руководитель право-троцкистской организации на Дальнем Востоке проводил подрывную работу, направленную на срыв укрепления обороноспособности страны, на срыв выполнения программы оборонной промышленности и на развал колхозного строительства». «Показания» на Анисимова дали ранее арестованные бывший 1-й секретарь Далькрайкома Стацевич, бывший председатель Дальневосточного крайисполкома П. К. Легконравов, бывший председатель Хабаровского горисполкома Т. Г. Удодов и другие. С июля 1938 по июль 1941 года находился под следствием в Хабаровске. Политбюро ЦК ВКП(б) 6 сентября 1940 года по списку В. Меркулова санкционировало применение к Анисимову ВМН (1 кат.). 9 июля 1941 года ВКВС СССР приговорен к 8 годам ИТЛ по обвинению в «измене Родине», «вредительстве», «терроре» и «участии в антисоветской заговорщической организации» (ст.ст. 58-1а, 58-7, 58-8, 58-11 УК РСФСР). Наказание отбывал в УстьвымЛаге НКВД — МВД СССР. Освобожден 30 июня 1946 года. С июля 1946 по январь 1951 года зав. складом в УстьвымЛаге МВД СССР. Арестован 11 января 1951 года. ОСО при МГБ СССР 3 марта 1951 года по ст.ст. 58-7, 58-11 УК РСФСР приговорен к ссылке на поселение в Коми АССР. Освобожден 13 августа 1954 года на основании совместного приказа МВД СССР, Генерального прокурора СССР и КГБ при СМ СССР от 16 июля 1954 года. В январе 1951 — марте 1956 года начальник лесобиржи Печорской лесобазы в г. Печора. Реабилитирован определением ВКВС СССР 4 февраля 1956 года и восстановлен в рядах КПСС. С марта 1956 года жил и работал в Москве. В марте-июне 1956 года в резерве ЦК КПСС. С июня 1956 года на пенсии, персональный пенсионер союзного значения по инвалидности. С июня 1956 по март 1958 слушатель курсов руководящих работников при ЦК КПСС. С марта 1958 по июнь 1959 года заместитель зав. отделом КСК СМ РСФСР. В июне 1959 — октябре 1964 года на пенсии, с января 1959 года персональный пенсионер союзного значения. С октября 1964 по сентябрь 1966 года инженер филиала химчистки № 19. С сентября 1966 года на пенсии в Москве, персональный пенсионер союзного значения. Умер в декабре 1975 года.